# Tryfjäril
Tryfjäril, Limenitis camilla, är en mörkbrun fjäril med breda vita band tvärs över vingarna. Larverna äter främst arter i trysläktet.

## Utseende
Honan och hanen är relativt lika varandra till utseendet. Vingspannet är mellan 48 och 59 millimeter. Vingarnas ovansida är mörkbrun. Tvärs över både framvingen och bakvingen finns ett brett vitt band. På framvingen är detta mer uppdelat i en rad av vita fläckar. Närmare ytterkanterna finns ett par band av mycket mörkt bruna fläckar. Längs ytterkanterna finns vingfransar som är vita och mörkbruna. Det finns former av tryfjärilen som nästan helt saknar vita teckningar. Undersidan liknar ovansidan men är orangebrun istället för mörkbrun.
Larven är grön med en vit sidolinje längst ner. På ryggen har den relativt långa ljusbruna taggar, två på varje segment. Larven blir upp till 30 millimeter lång.

## Bildgalleri

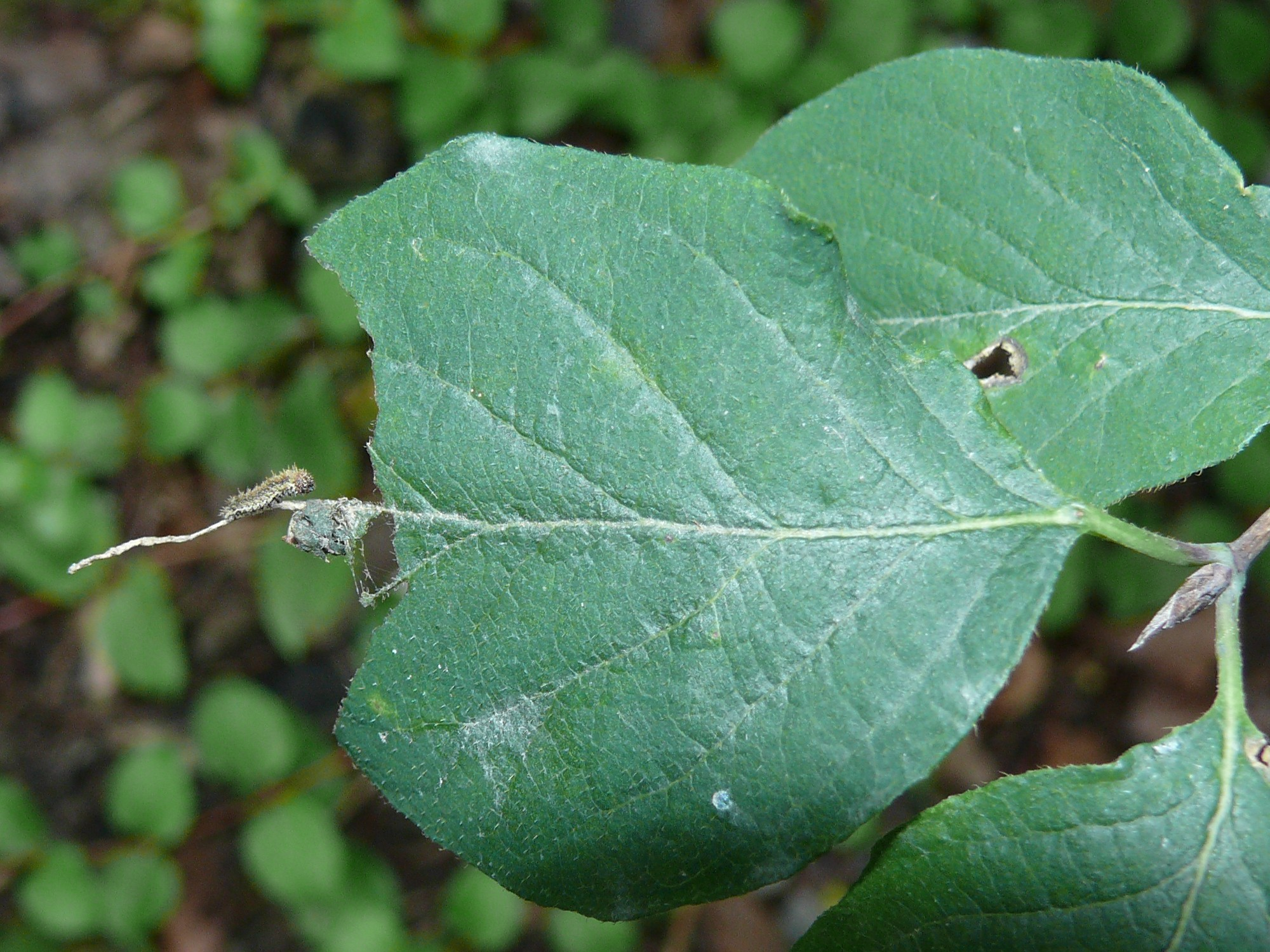
Larven äter värdväxtens blad från spetsen, här på ett blad av skogstry.
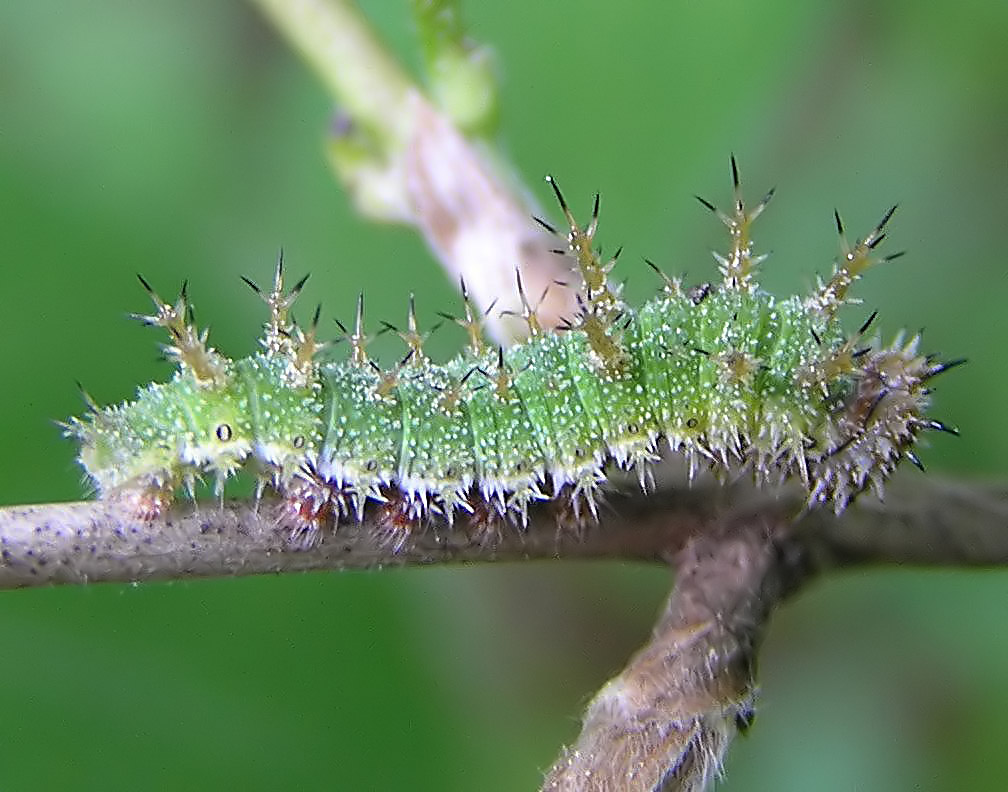
Fjärilens larv
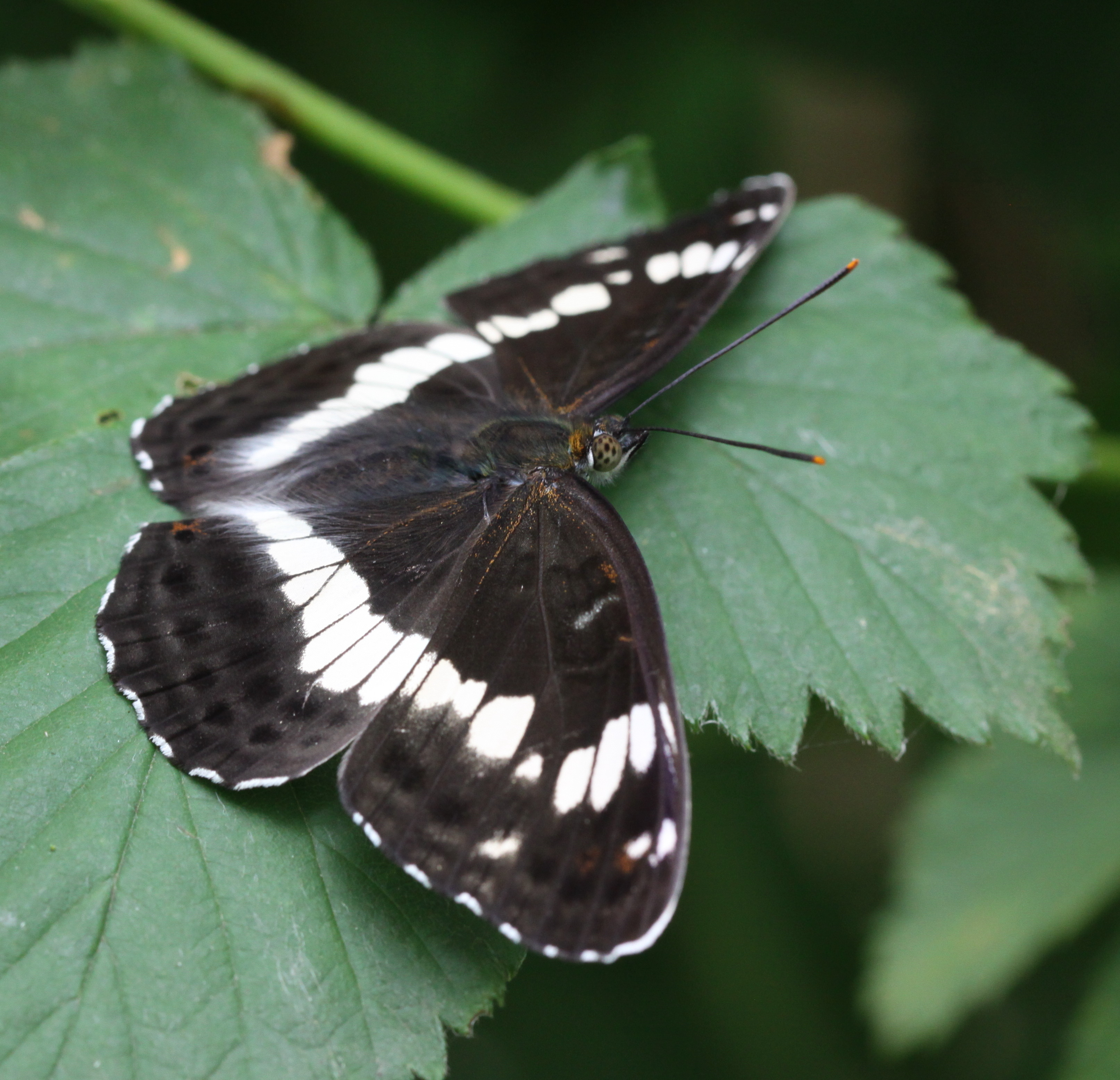
Imago fjäril med utbredda vingar
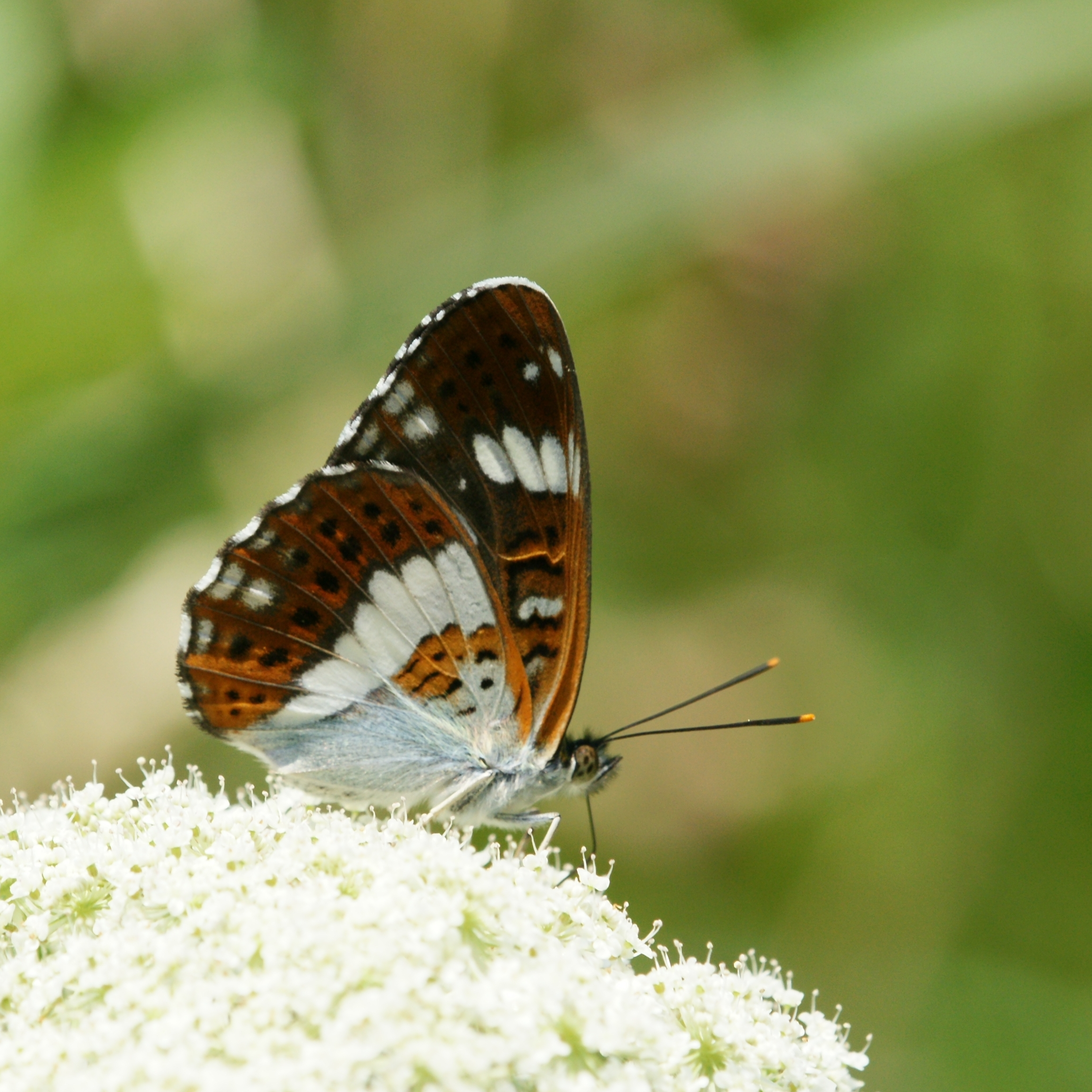
Imago fjäril som visar undersidan.
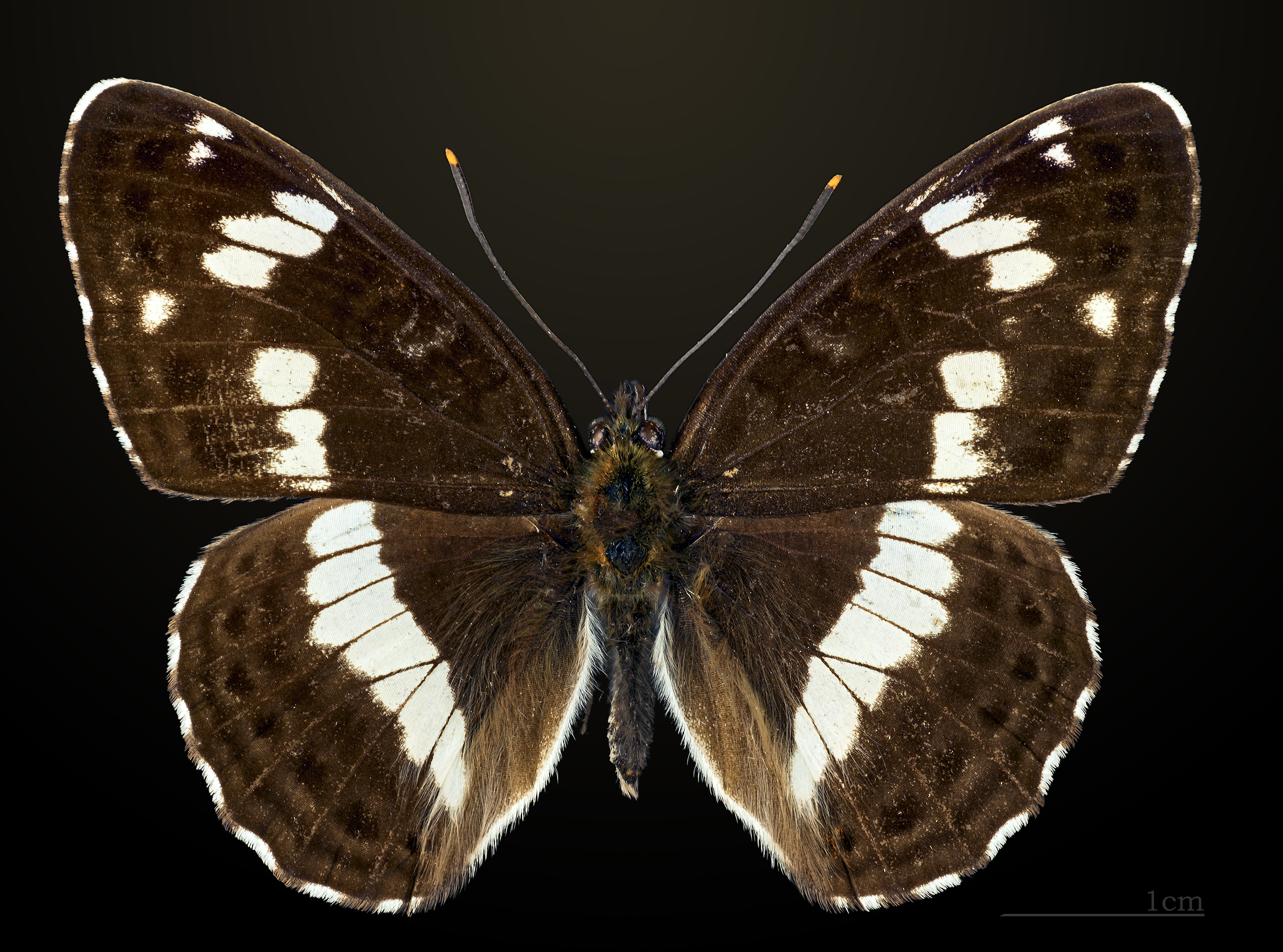
Preparerad (uppnålad) imago fjäril, ovansida
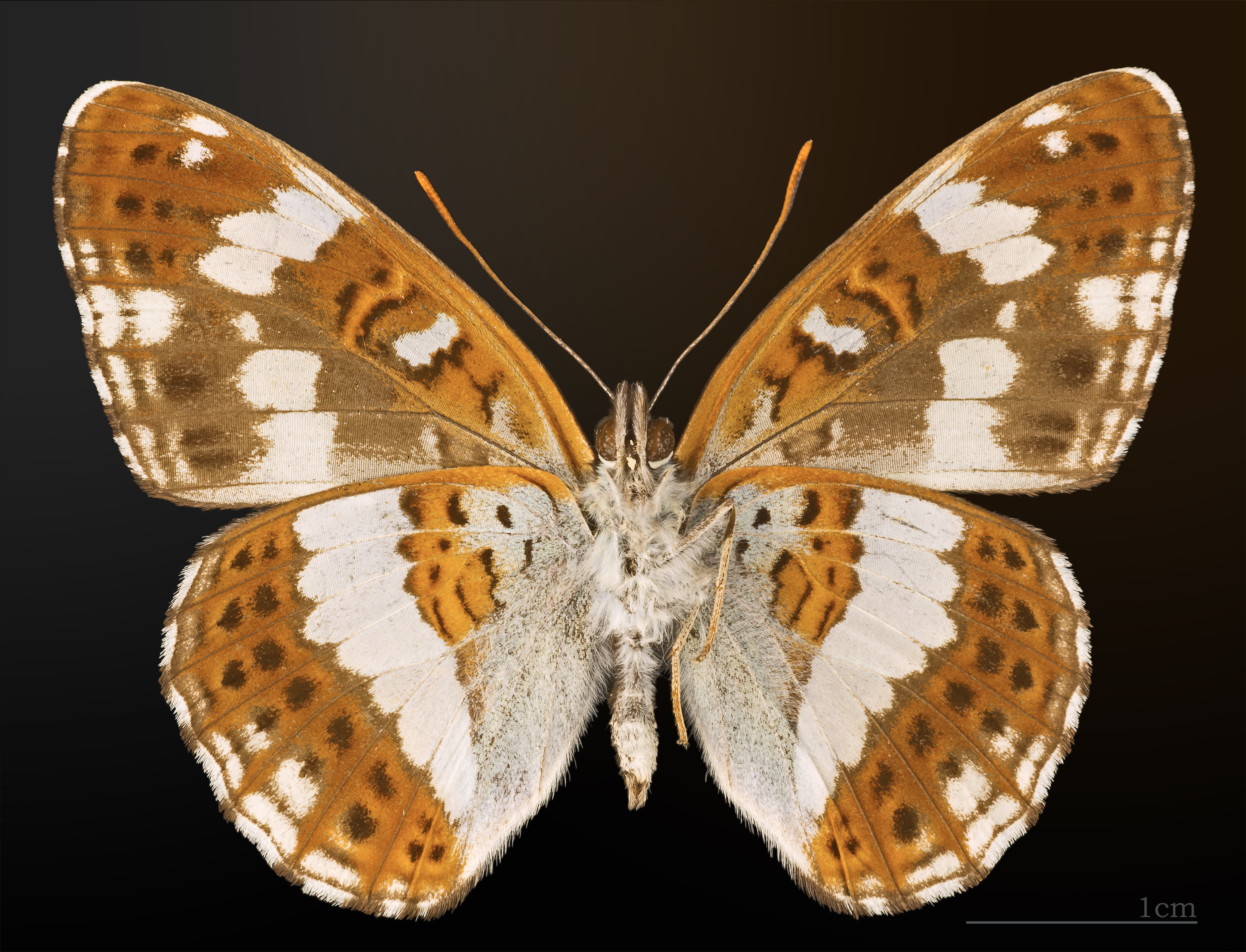
Preparerad (uppnålad) imago fjäril, undersida.

## Levnadssätt
Denna fjäril, liksom alla andra fjärilar, genomgår under sitt liv fyra olika stadier; ägg, larv, puppa och fullvuxen (imago). En sådan förvandling kallas för fullständig metamorfos.
Flygtiden, den period när fjärilen är fullvuxen, infaller i juni till augusti. Under flygtiden parar sig fjärilarna och honan lägger de ljusgröna äggen ett och ett på värdväxtens blad. Efter 1–2 veckor kläcks larven ur ägget.
Värdväxter, de växter larven lever på och äter av, är framför allt arter i trysläktet, till exempel skogstry och slingertry. Larven övervintrar som halvvuxen inspunnen i ett blad och fortsätter att äta på våren nästa år. Den förpuppar sig i juni. Efter 2–3 veckor kläcks den fullbildade fjärilen ur puppan och en ny flygtid börjar.
Tryfjärilens habitat, den miljö den lever i, är i skogar med soliga gläntor där värdväxterna finns.

## Utbredning
Tryfjärilen uppträder i två åtskilda utbredningsområden; ett västligt från Portugal i syd upp till Danmark i norr och så långt österut som till Ural och Kazakstan och ett östligt från Amur över till Japan och Korea. Tryfjärilen förekommer endast sporadiskt i allra sydligaste Sverige.